# لاک‌پشت جنگلی
لاک‌پشت جنگلی (نام علمی: Glyptemys insculpta) نام یک گونه از زیرراسته نهان‌گردن است. ابن گونه لاک‌پشت بوم‌زاد شمال آمریکا است. اندازه این لاک‌پشت ۱۴–۲۰سانتی‌متر می‌باشد. از لحاظ ریخت‌شناسی و زیست‌شناسی شباهت بسیاری به لاک‌پشت خالدار دارد. این گونه جزو گونه‌هایی است که هم‌زمستان خوابی و همچنین تابستان خوابی دارند. ابن گونه به خاطر تخریب زیستگاه درمعرض تهدید قرار دارد.